# 장열
장열(張說, 667년 ~ 730년)은 중국 당 왕조의 재상이다. 자(字)는 도제(道濟) 또는 설지(說之)이다.
당 현종의 재상으로 훗날 연국공(燕國公)에 봉해졌다. 문장에 뛰어나 당시 당 조정의 중요한 문서는 대부분 그의 손에서 나왔으며, 고관의 비문(碑文)과 묘지(墓誌) 또한 많이 써서 허국공(許國公) 소정(蘇頲)과 함께 연허대수필(燕許大手筆)로 불렸다.

## 계보
장열의 선조는 후한의 사공(司空) 장호(張皓), 서진(西晋)의 사공 장화(張華)로 알려져 있으며, 장화의 12대 손 장즐(張騭)이 장열의 아버지이다. 어머니는 풍씨(馮氏)로 훗날 장락현태군(長樂縣太君)에 봉해진다. 장열의 원래 본적은 범양(范陽)으로 집안 대대로 하동(河東)에서 살다가 훗날 낙양으로 옮겨왔다고 한다.

## 생애
영창(永昌) 원년(689년)에 현량(賢良)하고 방정한 인물을 뽑는데 장열이 대책(對策)으로 1등을 차지하여 동궁교서(東宮校書)에 임명되었고, 거듭 봉각사인(鳳閣舍人)을 지내며 《삼교주영》(三教珠英)을 편찬하기도 하였다. 그러나 천자의 뜻을 거스른 일이 있어 흠주(欽州)에 유배되었다가 중종(中宗) 때에 다시 조정으로 불려와 병부원외랑(兵部員外郎), 공부시랑(工部侍郎), 병부시랑(兵部侍郎)을 역임하고 홍문관박사(弘文館學士)가 더해졌다. 예종(睿宗)이 즉위하자 중서시랑(中書侍郎)이 되었다.
현종 개원(開元) 초에 중서령이 되었다가 5년만에 다시 악주자사로 내쳐졌는데, 7년(719년)에 유주도독(幽州都督)이 되었다가 이듬해에 태원에 주둔한 천병군절도대사(天兵軍節度大使)가 되었다. 개원 9년(721년) 7월에 삭방절도사(朔方節度使)가 돌궐의 어느 부족을 유인해 살해한 사건으로 변경이 불안해졌는데, 이때 병주장사(並州長史)로 있던 장열이 20기(騎)를 거느리고 가서 돌궐 부족들을 위무하였고, 돌아와 수령의 아장(牙帳)에 머물렀다. 개원 10년(722년)에 삭방절도사로 임명되었다.
개원 14년(726년)에 우문융(宇文融), 이임보(李林甫) 등에게 뇌물을 받았다는 탄핵을 받았으나 곧 사면되었다. 개원 16년(730년)에 사망하였다. 시호는 문정(文貞)이었다.

## 관직
- 개원(開元) 초에 다시 중서령(中書令)이 됨.
- 개원 5년(717년)에 악주자사(岳州刺史)로 내쳐짐.[1]
- 개원 7년(719년)에 유주도독(幽州都督)이 되었다.
- 개원 8년(720년)에 태원 천병군절도대사(天兵軍節度大使)가 되었다.

## 평가
전후로 재상을 맡은 것이 세 번이었고, 문학과 관련된 임무를 맡은 것은 30년에 달했다. 역사에서는 그를 "기절(氣節)이 두텁고 성품은 진중하고 태연자약하였으며 글이 정묘하고 장려해 비지(碑志)를 널리 지었다"고 적고 있다. 《구당서》에는 간무후행삼양궁불시환도소(諫武后幸三陽宮不時還都疏) 등 장열이 올렸던 상소 세 편이 수록되어 있다. 한편 장열은 성품이 급한 데가 있어서 같은 시기 재상이었던 요숭(姚崇), 최식(崔湜)과는 사이가 좋지 않았는데, 선천(先天) 2년에 최식이 현종에 의해 죽음을 받자 당시 사람들은 모두 장열이 최식을 모함해 죽인 것이라고 하였다고 한다. 또한 현종이 요숭을 재상으로 임명하려는 것을 알고 장열은 어사대부(御史大夫) 조언소(趙彥昭)에게 요숭을 탄핵하게 하였고, 현종은 이러한 탄핵을 받아들이지 않았다. 요숭이 재상으로 임명된 뒤에 장열은 상주자사(相州刺史)로써 하북도안찰사(河北道按察使)로 나가 있게 되었는데, 이로부터 얼마 안 가서 장열은 악주자사(岳州刺史)로 내쳐졌고, 식실봉(食實封) 3백 호도 잃게 되었다.

## 일화
- 현종 개원 초에 대식국(페르시아)의 사신이 당에 방문해 혁대를 바쳤을 때, 사신들은 천자 앞에서 절을 하지 않았다. 헌사(憲司)는 이러한 사신의 태도를 문제삼아 처벌하고자 했지만, 장열은 "저들의 풍속은 우리와는 다르다"며 "대의(大義)를 좇아 먼 나라에서 온 사신에게 벌을 준다는 것은 맞지 않다"며 대식국 사신들을 옹호했고, 현종 또한 이를 문제삼지 않고 넘어갔다. 《구당서》권198 서융전에서는 이 에피소드에 붙여 "그 본국에서는 천신에게만 큰절을 올리며 왕을 알현할 때조차 큰절하는 법이 없다"고 적고 있다.[2] 이는 현대 이슬람의 풍속과도 일치하는 것이다.
- 중서령에서 악주자사로 내쳐지고 3년 만인 개원 8년(720년)에 유주도독에 천병군절도대사(天兵軍節度大使)가 되자 크게 기뻐하며, 왕모중(王毛仲)이 신은 가죽신의 신발코에 대고 예를 표하기까지 했다고 한다.
- 개원 14년에 우문융(宇文融), 이임보(李林甫) 등이 중서령 장열을 탄핵하자 현종은 재상 원건요(源乾曜) 등에게 조사하게 명했고, 재물을 탐하고 뇌물을 받았다는 장열의 혐의는 대부분 사실로 드러났다. 현종은 은밀히 환관 고력사(高力士)를 보내 탄핵된 장열이 무엇을 하고 있는지 살피게 하였는데, 고력사는 돌아와서 "장열은 풀섶 위에 앉아 질그릇에 밥을 담아 먹으며 스스로 자숙하고 근신하면서 몹시 두려워하고 있었습니다."[3] 고력사는 현종이 장열을 내심 아끼고 우려하는 것을 알고 장열은 나라에 공이 크니 가벼운 처벌을 받게 할 것을 청했고 마침내 현종은 장열을 사면하였다고 한다.